# Plattenküche
Plattenküche war eine 45-minütige Musik- und Comedyshow des WDR, die von Helga Feddersen und Frank Zander präsentiert wurde. Zunächst lief die Sendung ab dem 23. Februar 1976 im dritten Programm des WDR. Am 21. Oktober 1978 wechselte sie in das erste Programm der ARD.

## Sendung

### Van Oekel’s Discohoek
Der Redakteur Rolf Spinrads konnte in seinem Haus in Düsseldorf mit einer Richtantenne das niederländische Fernsehen sehen, wobei ihm Van Oekel’s Discohoek besonders gut gefiel. Es handelte sich um eine Show, deren Neuheit darin bestand, dass die Musikdarbietungen für Sketche unterbrochen wurden. Daraufhin wollte er etwas Vergleichbares im deutschen Fernsehen unterbringen, für das ihm Frank Zander geeignet erschien, um es zu präsentieren. Zander hatte als Sänger bereits einige Hits, wobei Spinrads speziell der Titel Der Ur-Ur-Enkel von Frankenstein gefiel. So fuhr man gemeinsam in die Niederlande, um sich Van Oekel’s Discohoek anzusehen.

### Aufzeichnung
Die Sendung wurde zunächst im damals größten WDR-Studio aufgezeichnet, welches sich im Keller des Gebäudes An der Rechtschule in der Kölner Innenstadt befand. Ab 1979 produzierte man dann in der Halle 7 der Bavaria Film. Die Regie führte Klaudi Fröhlich, wobei sich die Aufzeichnungen für eine Sendung über etwa eine Woche erstreckten und das Team aus 60 bis 80 Mitarbeitern bestand. Als Autor stand Thomas Woitkewitsch zur Verfügung. Rolf Spinrads legte bei seiner Arbeit stets Wert darauf, dass das Team nach getaner Arbeit noch in einer Gaststätte zusammen saß, dabei entstanden Ideen für Sketche, welche dann am nächsten Tag oder – wenn sie aufwendiger waren – später umgesetzt wurden. Die Sendung fand ohne Studiopublikum statt.

### Präsentation
Die Sendung präsentierte Frank Zander gemeinsam mit Helga Feddersen, die als gelernte Schauspielerin als Einzige im Team wusste, wie eine Spielszene anzulegen war, und so für den Erfolg der Show unerlässlich war:

„Bei uns konnte ja eigentlich keiner was.“

„Helga Feddersen war der einzige Profi im gesamten Team. Und sie war vor allem die gute Seele der Plattenküche. Helga Feddersen hat uns beraten, hat nicht gelächelt, wenn wir Fehler gemacht haben, die auch in ihren Augen schrecklich gewesen sein mussten. Ich habe in meinen langen Showleben nicht mehr eine Kollegin gefunden wie sie.“

Zander war demgegenüber kein Schauspieler, er verpasste schon einmal seinen Einsatz und musste sich in die Situation erst einfinden. Im Laufe der Zeit wuchsen die beiden aber zusammen. Sie haben auch das in jeder Ausgabe gleiche Abschiedslied gesungen:

„(Frank:)

Die Show geht nun zu Ende,

die Lichter gehen aus

Ich geh nicht für immer,

nein, nein,

ich gehe nur nach Haus

Ihr wart ein duftes Publikum,

zu dem ich gerne wiederkomm

Der Abgang macht die Show erst schön,

drum allesamt: Auf Wiedersehen!

(Zwischenruf Helga:) Auf Wiedersehen!

Wenn etwas schief ging verzeiht mir doch,

ihr seht ja selbst, ich lächle noch

Die Helga winkt, ich muss jetzt gehen,

drum noch einmal: Auf Wiedersehen!

(Helga und Frank:)

Beim nächsten Mal, da läuft’s dann gut

Drum singen wir mit frischem Mut

Wir sagen für heut: Vielen Dank!

Arrivederci, Helga und Frank“

### Gogo-Tänzerinnen
Bereits bei der ersten Ausgabe gab es zwei Gogo-Tänzerinnen, ihre Zahl wurde für die dritte Ausgabe auf vier erhöht. Sie hatten zwar einige Schritte eingeübt, waren aber weit davon entfernt, professionelle Tänzerinnen zu sein. Zu Beginn sangen sie den Titelsong:

„Hallo ihr daheim,

Plattenküchen-Time

Seid ihr alle spitz

auf Stars und Gags und Hits

Plattenküchen-Time

Alles bleibt daheim

Come on friends let’s go

zur Plattenküchen-Show

Und hier sind Gott sei Dank:

Helga und Frank“

### Helga’s Plattentip
Zur Sendung gehörte das Vorstellen noch unbekannter Interpreten. Dies begann mit dem Zeigen eines runden Logos mit dem Schriftzug Helga’s Plattentip und den mit den gleichen Stimmen wie beim Titelsong gesungenen Zeilen:

„Ob mit Jeans,
 ob mit Schlips,
 auch du brauchst Helgas Plattentips“

Dann stellte Helga den Interpreten vor. In der ersten Ausgabe handelte es sich um Raphaela Nöcker, die nach der Sendung gefragt wurde, ob sie als Gogo-Tänzerin mitmachen wolle, da man deren Zahl erhöhen werde, und sofort zustimmte. Raphaela war als erstes deutsches Playmate der Zeitschrift Playboy vorgekommen und erschien deshalb unbekleidet in der Plattenküche.

### Musik
Bei den Musikdarbietungen handelte es sich mit wenigen Ausnahmen um aktuelle Titel. Sie setzten sich etwa zur Hälfte aus deutschen Schlagern und aus internationaler Popmusik zusammen. Unter letzteren hatten italienische Interpreten einen erhöhten Anteil, da Rolf Spinrads schon als Jugendlicher mit seinen Eltern nach Italien in den Urlaub gefahren und dadurch von der dortigen Kultur fasziniert war. Gianna Nannini hat die Plattenküche sogar in Deutschland bekannt gemacht. Außerdem spielten niederländische Musiker eine bedeutende Rolle, da Spinrads auch viele Kontakte in die Niederlande pflegte. Udo Lindenberg war ein Freund von Spinrads, mit ihm hatte er bereits Die Udo Lindenberg Schau für den WDR gedreht, woraufhin Lindenberg selbst und weitere Künstler der Hamburger Szene in der Plattenküche auftraten. Wenn ein Interpret ausfiel, dann hörte sich Spinrads in der Regel in Köln nach einem neuen Titel einer lokalen Band um.
Für seine Bemühungen, den Titel Mit Pfefferminz bin ich Dein Prinz von Marius Müller-Westernhagen bekannt zu machen, bekam Rolf Spinrads eine goldene Schallplatte.

### Dekoration
Die Sendung fand stets in der gleichen Studiodekoration statt, die mit der Zeit nur leicht verändert wurde. Es gab eine Bühne mit einer großen, elektrisch aufklappbaren Muschel als zentrales Element sowie Springbrunnen und antik aussehenden Säulen. Dort traten die Interpreten zumeist auf. Neben der Bühne war ein Büro aufgebaut, was aber im Gegensatz zum niederländischen Vorbild nicht erkennbar war: Das Büro schien fernab der Bühne zu sein. Aufgrund des Namens Plattenküche gab es noch eine Wohnküche, in der Helga eine von Folge zu Folge andere Mahlzeit zubereitete. Nachdem man die Produktion zur Bavaria verlegt hatte, kam es zu einer Kantine, woraufhin Helga nicht mehr selber kochte. Außenaufnahmen gab es kaum, nur um beispielsweise Franks verspätete Anreise zur Sendung zu zeigen oder in einer Straßenumfrage Meinungen zur Plattenküche einzuholen.

### Comedy-Elemente
Zu den wichtigsten Mitarbeitern der Plattenküche gehörte ein versierter Pyrotechniker, da der Regisseur allergrößten Wert auf Knalleffekte legte. Er wurde deswegen auch Klaudi Bum-Bum genannt:

„Da sollte eine Torte explodieren, das war so ein bisschen laff:
 Und nochmal! Und nochmal!
 Und dann knallte das wirklich, so dass jeder was im Studio abbekam.“

Es kamen auch schon einmal große Tiere bis hin zu Elefanten vor oder schweres Abbruchgerät wie Presslufthämmer und Bagger. Fahrzeuge für Crash-Szenen schob man von Hand durch das Studio und ließ es anschließend so aussehen, als wäre das Vehikel bei einem Aufprall zu Schaden gekommen. Einen Running Gag hatte man vom niederländischen Vorbild übernommen: Im Büro fiel immer wieder der Aktenschrank um. Bei den Sketchen spielte gelegentlich auch ein Interpret mit oder wurde Opfer eines Gags.

### Figuren
Neben der Präsentation durch Helga und Frank gab es weitere Figuren für die Comedy-Szenen:

#### Dr. Moser
Dr. Moser, in späteren Ausgaben Professor Moser, bezeichnete sich als Chef der Unterhaltung. Er trat stets mit Zigarre oder Tabakpfeife auf und entsprach in etwa Sjef van Oekel in dem niederländischen Vorbild der Plattenküche. Sprach dieser antiquiert, so erinnerte Dr. Moser immer wieder an die gute alte Zeit. Dr. Moser hatte man aber auch eine Ähnlichkeit mit dem Leiter der WDR-Unterhaltungsabteilung Hannes Hoff gegeben.

„Das Vorbild war unser Unterhaltungschef vom WDR, den wollten wir total durch den Kakao ziehen. Und deswegen gefiel ihm diese Rolle natürlich besonders wenig. Er mochte andere mehr, die Gogo-Girls fand er natürlich gut.“

Die Ähnlichkeit bestritten Rolf Spinrads und Klaudi Fröhlich bei der Abnahme einer fertiggestellten Folge in Gegenwart von Hannes Hoff und Programmdirektor Günter Rohrbach stets:

„Und immer wenn der dann sagte: Meine Herren, muss das denn sein, dann fing Dr. Rohrbach an zu lachen und dann wir waren gerettet.“

#### Sekretärinnen
Dr. Moser arbeitete in seinem Büro stets mit einer Sekretärin zusammen, dies waren nacheinander Beate, Evi Finger und Püppi Puder. Diese Figuren waren alle von Sekretärinnen in der WDR-Verwaltung inspiriert. Dr. Moser sprach seine Sekretärin stets mit Fräulein an.

#### Spinelli
Der Name Spinelli des Regisseurs war in Anlehnung zum Namen des Redakteurs Rolf Spinrads entstanden.

#### Müller-Seibel
Herr Müller-Seibel von der Abteilung Honorare und Lizenzen besuchte Dr. Moser, um Dinge zu besprechen, die sich an den tatsächlichen Vorgängen in der WDR-Verwaltung orientierten.

#### Karl Toffel
Mit der Einführung der Kantine stellte man auch den Kantinenkoch Karl Toffel ein.

#### Statisten
Als Statisten wurden Mitglieder des Teams eingesetzt, oder die Mitglieder hörten sich im Bekanntenkreis um. So hatte die Mutter eines Teammitglieds Bekannte versammelt, die eine Senioren-Besuchergruppe spielten. Und Thilo Spinrads, der Sohn des Redakteurs, hat mit Schulfreunden eine Gruppe Pfadfinder gespielt, die bei einem Tag der offenen Tür im Studio Unfug veranstalteten.

### Erfolg
Bereits die erste Sendung hatte im Sendegebiet des WDR 1,3 Mio. Zuschauer, was 25 % Sehbeteiligung entsprach. Es gab im Sender aber auch Gegner der Plattenküche:

„Jedes Mal dachten wir, diesmal ist es das letzte Mal. Und wir hatten keine Garantie, dass es immer weitergeht oder dass wieder die nächste Sendung kommt. Wir waren immer auf dünnen Eis und dachten, jetzt brechen wir ein und jetzt gehen wir unter.“

Obwohl auch nackte Männer gezeigt wurden, führten Nacktszenen zu Protesten von Frauenvereinigungen bis hin zum Wunsch, Frank Zander möge mit einem Mühlstein um den Hals an der tiefsten Stelle im Meer versenkt werden.
Als die Plattenküche mit dem Ablauf des Jahres 1978 eingestellt werden sollte, erhielt der WDR über einhunderttausend Protestbriefe. Nach neun Monaten kam es daraufhin zu einer Fortsetzung, die im ersten Programm ausgestrahlt wurde und in ganz Westdeutschland nun 16 bis 20 Millionen Zuschauer hatte. Dies ermöglichte es, nun auch bekannte internationale Interpreten einzuladen. Sie wurden dann weniger häufig von Comedy-Szenen unterbrochen:

„Vielleicht war Spinrads da auch so ein bischen vorsichtig. Ich meine, er wollte noch mehr von der Plattenfirma haben, mehr Stars. Und da sachten die:
 Mit Blondie – Vorsicht!“

### Ende
Obwohl die Sehbeteiligung bei 35 % lag, kam im Sommer 1980 das Ende.

„Als sie dann abgesetzt wurde, war das eine klare Entscheidung meines Vaters, der jetzt gesagt hat:
 So, das Thema ist jetzt durch und man soll immer aufhören, wenn es am schönsten ist.“

Rolf Spinrads kündigte für 1981 eine Nachfolgesendung mit jungen Komikern an, die Josef Schaschlik Show heißen sollte. Daraus wurde dann Bananas.

## Mitspieler
- Rainer Basedow als Regisseur Spinelli (bis 1977)
- Benno Swienty als Dr. Moser (1976 bis 1980)
- Maria von Holten als Sekretärin Beate (1976 bis 1978)
- Wiltrud Fischer als Sekretärin Evi Finger (1978 und 1979)
- Tom Deininger als Norbert Nagel (1978 und 1979)
- Reinhard Maier als Herr Müller-Seibel (1978 bis 1980)
- Karl Dall als Kantinenkoch Karl Toffel (nur 1979)
- Karin Wolfram als Sekretärin Püppi Puder (nur 1980)
- Peter Strobel als Pförtner Adolf (nur 1980)
- gelegentlich verschiedene Gäste

## Erstausstrahlungen
- Plattenküche/Episodenliste

## Fernsehdokumentation
- Lachgeschichten – Plattenküche, ein Film von Winni Gahlen, 45 Min., WDR und RBB, 2011
- Lachgeschichten – Bananas, ein Film von Winni Gahlen, 45 Min., WDR, 2013
- Chaos im Dritten – Die legendäre Plattenküche, ein Film von Oliver Schwabe, 45 Min., WDR, 2019